# 津城

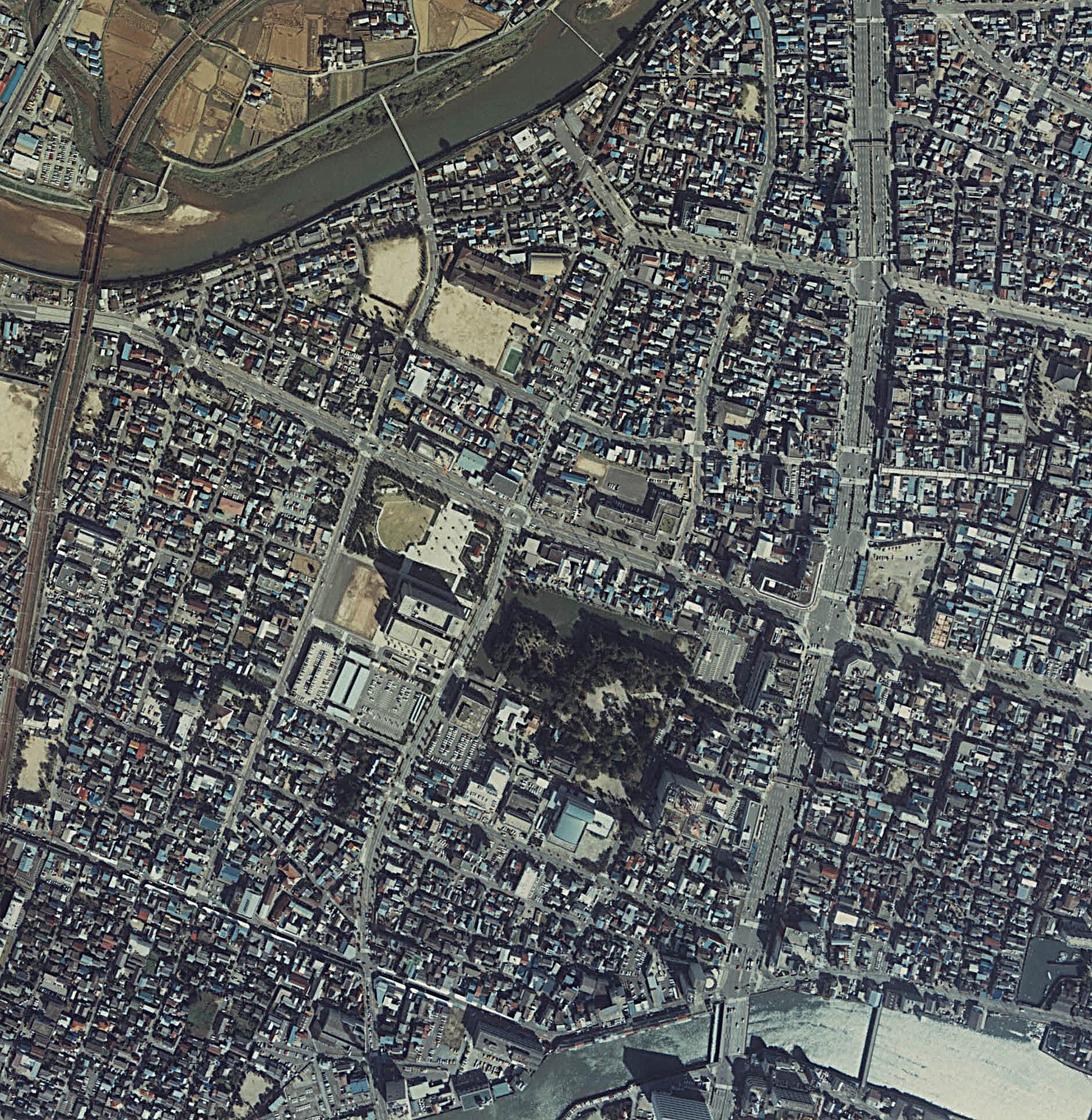
津城の航空写真
（1982年撮影・国土航空写真）

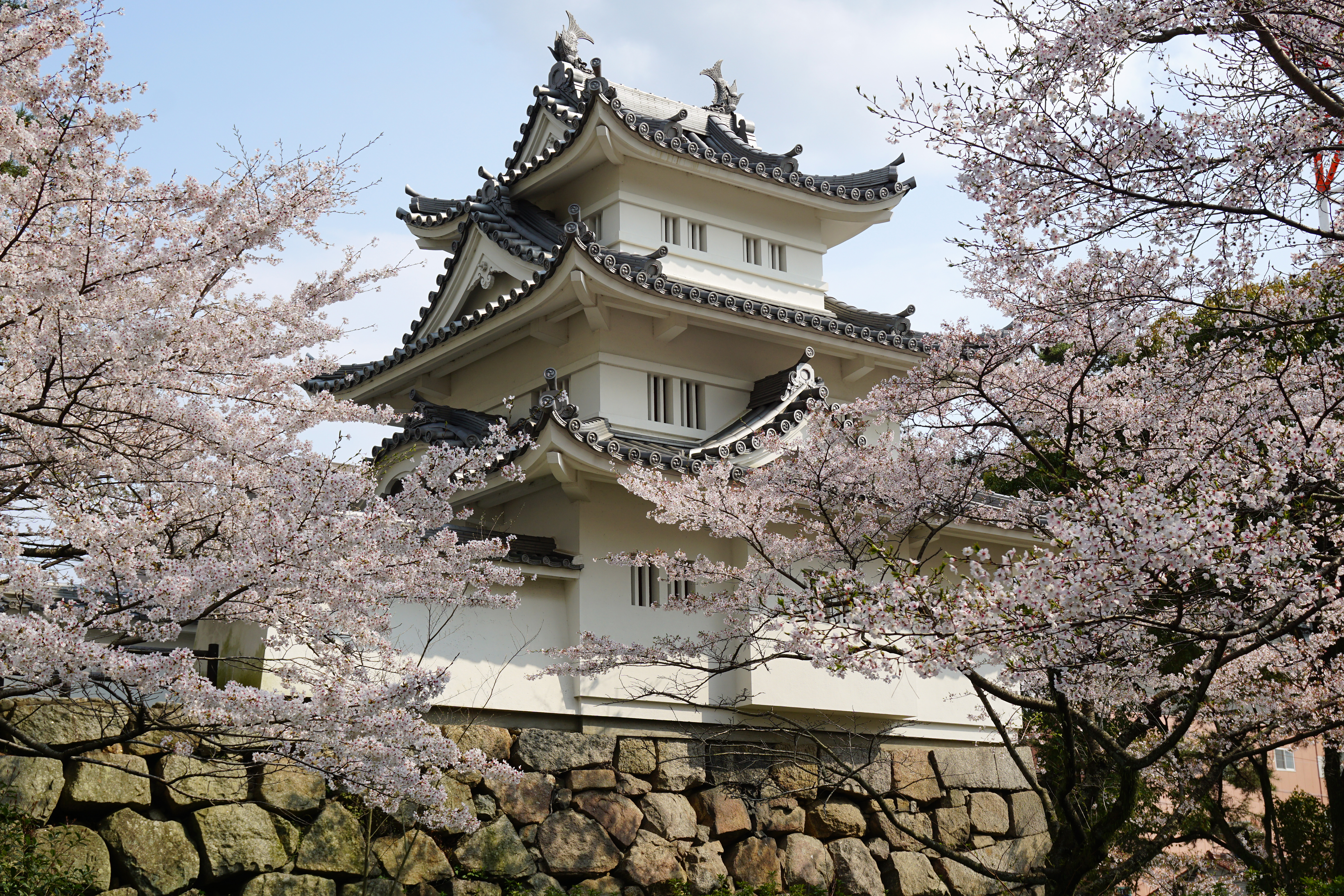
丑寅櫓

津城（つじょう）は、三重県津市にあった日本の城。別名安濃津城（あのつじょう）。三重県指定史跡。

## 概要
津城は三重県津市丸之内にあり、津市街の中心部に位置する。北は安濃川、南は岩田川に挟まれ、これらを天然の大外堀としていた。江戸時代初期に築城の名手・藤堂高虎により近代城郭として大改修され津藩の藩庁となった。江戸期の津城は中央に内堀で囲まれた本丸と、それに付属して東丸・西丸があり、本丸・東・西丸を取り囲んで二の丸が配された輪郭式の平城であった。
現在の城跡は「お城公園、お城西公園」として整備されている。城跡内には高山神社が存在する。また、その他の城址には津市役所や津地方裁判所、津警察署などが建ち並んでいる。

## 沿革
現在の津市の古称は安濃津（あのつ）であり、平安時代より伊勢国政治経済の中心地となっていた。鎌倉時代は藤原南家の流れの工藤氏を祖とする長野氏が支配していた。
津城の起源は戦国時代の永禄年間（1558年 - 1569年）に、長野氏の一族の細野藤光が安濃・岩田の両河川の三角州に小規模な安濃津城を構えたことに始まる。
永禄11年（1568年）織田信長の伊勢侵攻により織田掃部頭（津田一安）が入城。翌年には織田信包が入城した。信包は城郭を拡充し、石垣を普請し堀を巡らせて、本丸・二の丸・三の丸を整備した。天正5年（1577年）には5重天守と小天守を落成した。
後世に津藩が古老の伝え語りや実見をまとめた『累世記事』によると、伊勢情勢に詳しかった滝川一益がこの地に城を建てるよう進言し、一益が縄張りをして信包に渡したとされている。
また信包は母の土田御前や妹のお市の方、姪の茶々、初、江を引き取り、この津城もしくは伊勢上野城（伊勢国）で保護をしていたとされてきた。しかし、近年の研究によると、当初、お市の方と三姉妹を保護したのは信包ではなく、信長、信包、お市達の叔父である織田信次であることが明らかとなっており、お市と三姉妹が滞在していたのも守山城であることが証明されている（『溪心院文』）。
豊臣家の時代になると、文禄3年（1594年）信包は秀吉の命により丹波国柏原へ移され、翌文禄4年（1595年）7月、豊臣家家臣の富田一白が5万石（6万石とも）を与えられ入城した。一白の子、信高は慶長5年（1600年）の関ヶ原の戦いで東軍につき、西軍方の毛利秀元・長宗我部盛親軍3万の軍勢に城を攻撃された。迎える信高と援軍にきた分部光嘉の連合軍は1,300人と劣勢であったため苦戦を余儀なくされ、城内の建造物の大半を焼失した。奮戦の末、木食応其の調停により開城となった。しかし、この奮戦により戦後、江戸幕府より2万石の加増を受けた（安濃津城の戦い）。
慶長13年（1608年）信高は伊予宇和島藩に移封となり、代わって伊予今治藩より藤堂高虎が伊勢・伊賀22万石をもって入城した。高虎は城の大改修に着手し輪郭式の城郭に変貌させ、城下町を整備した。以後、明治維新まで藤堂氏の居城となった。
大坂の陣の功により元和元年（1615年）と元和3年（1617年）に5万石ずつの加増を受け、藤堂氏は32万3,000石の大大名となった。
なお、天守は関ヶ原の戦いで焼失し再建されなかったとされる。しかし、近年の研究では寛永年間（1624年 - 1643年）に描かれた絵図に三重天守と二重小天守が描かれており、これは富田氏が再建したと思われる。そして、その天守は寛文2年（1662年）の火災で焼失し、幕府への遠慮から再建されなかったと考えられている。
津は江戸期を通じて伊勢神宮参拝の宿場町として栄え「伊勢は津でもつ津は伊勢でもつ、尾張名古屋は城でもつ」と伊勢音頭に謡われた。
明治4年（1871年）廃藩置県により廃城となり、以後、建造物は破却されていった。その後、「お城公園」として本丸跡に日本庭園が整備され、昭和33年（1958年）に丑寅櫓跡に隣接する多聞櫓跡地にコンクリート製の模擬隅櫓（三重櫓）が復元された。旧来の丑寅櫓とは場所も形も全く異なっており、史実を無視した観光用の模擬櫓である。
現在本丸跡の日本庭園入口には藩校有造館の正門の入徳門が移築現存している。
平成29年（2017年）4月6日、続日本100名城（152番）に選定された。

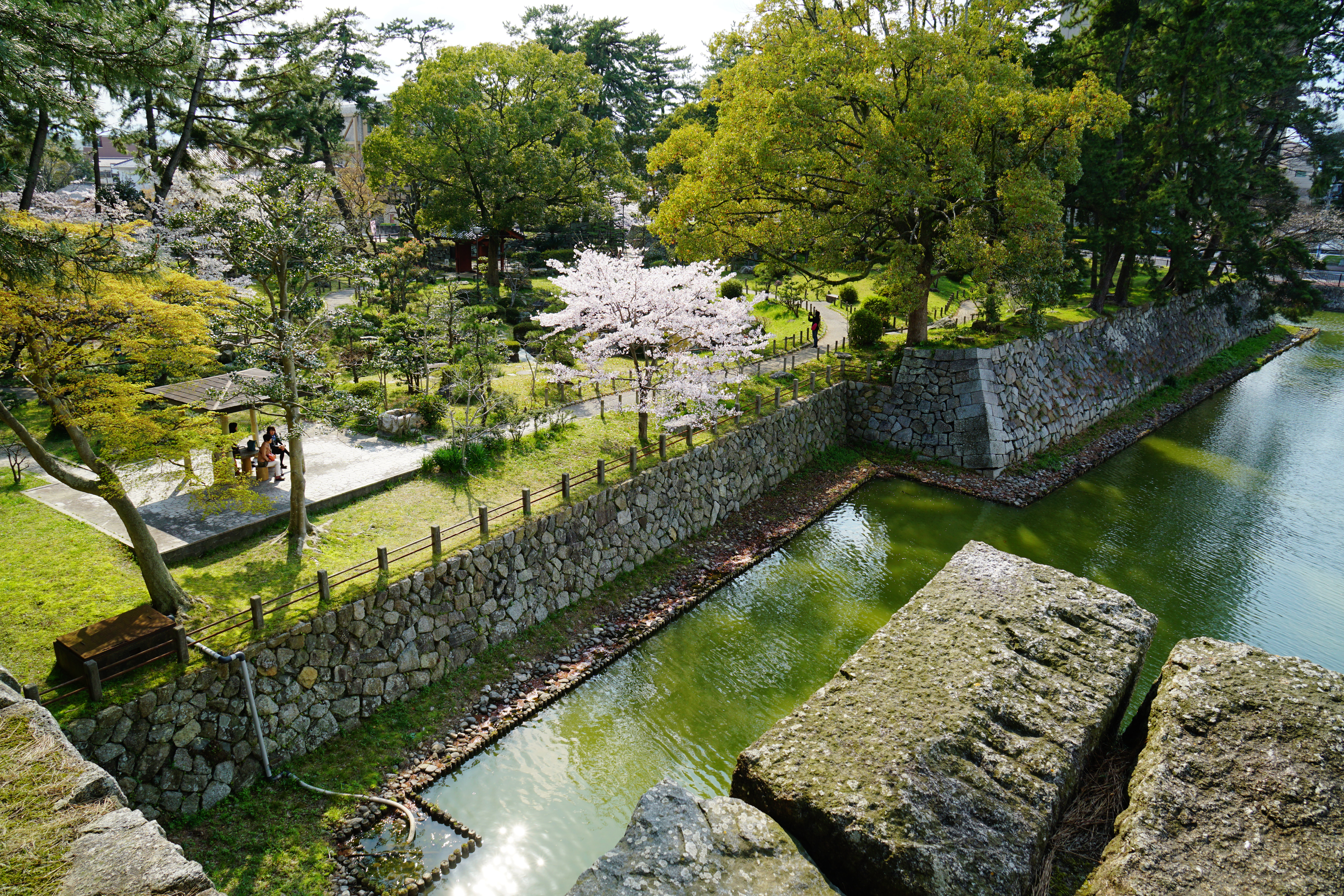
堀
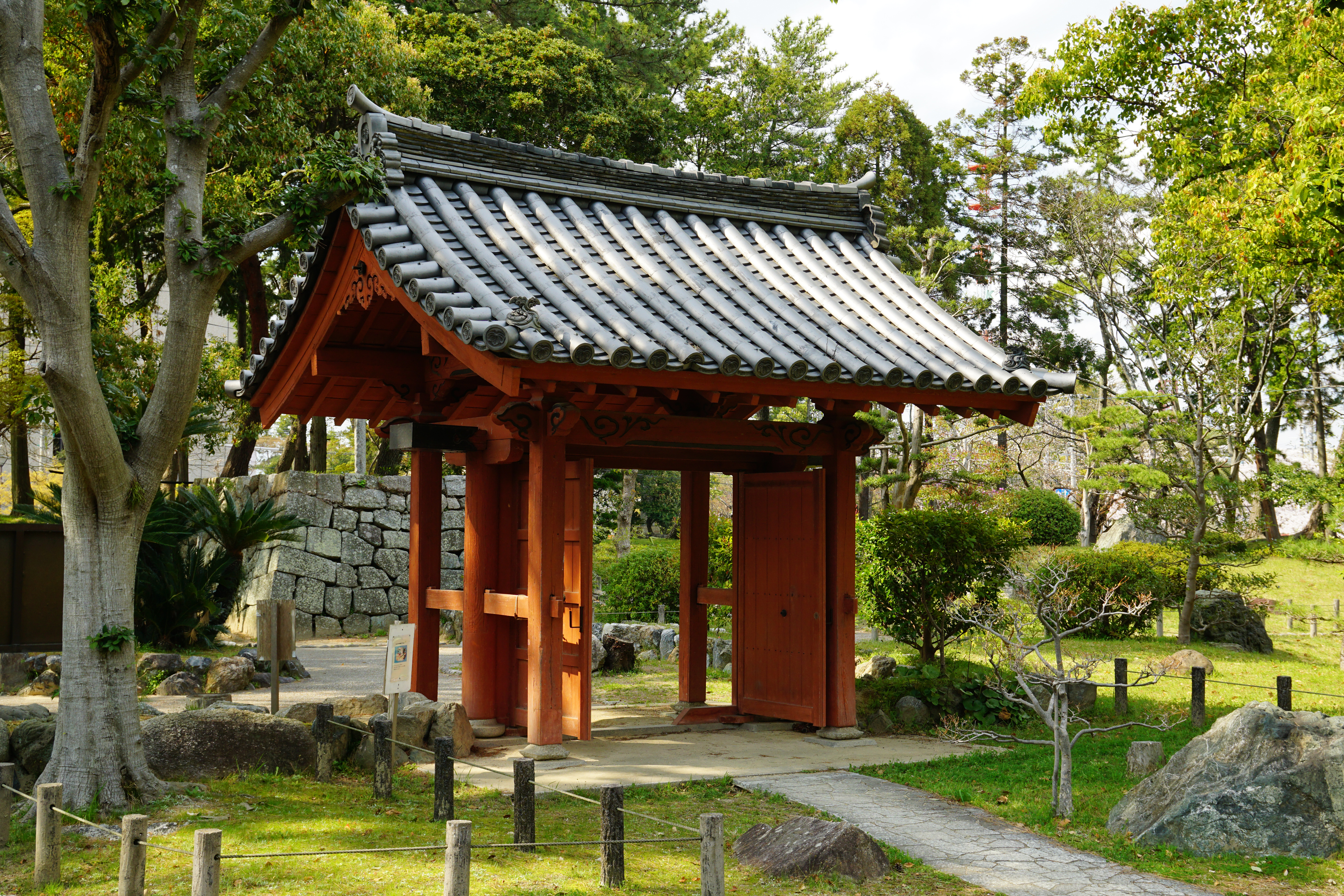
入徳門
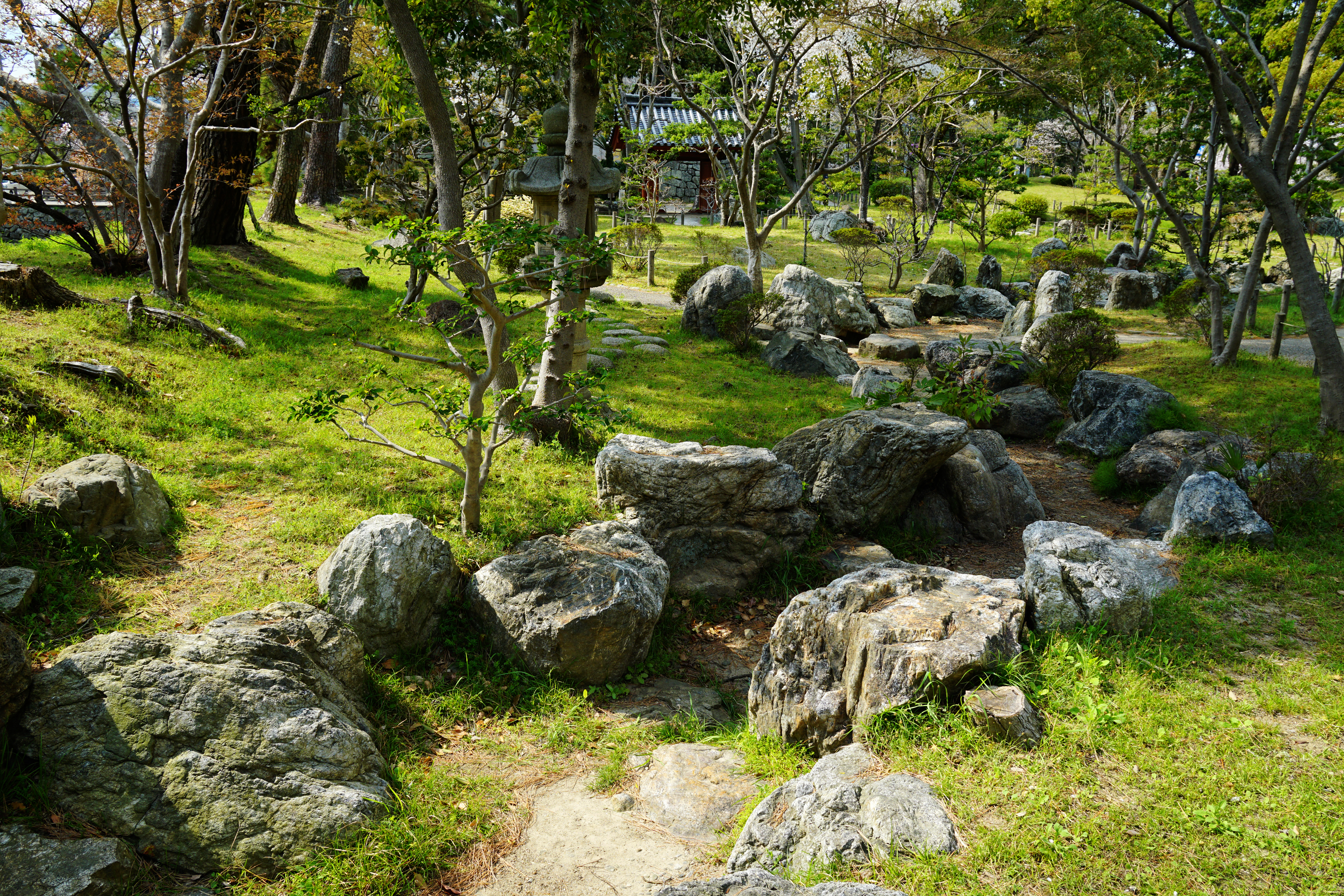
本丸跡の日本庭園

## 歴代城主一覧
| 細野氏 1. 細野藤光 2. 細野藤敦 織田氏（長野氏） 1. 織田信包 富田氏 1. 富田一白 2. 富田信高 | 藤堂氏（津藩主、津藩知事） 1. 藤堂高虎 2. 藤堂高次 3. 藤堂高久 4. 藤堂高睦 5. 藤堂高敏 6. 藤堂高治 7. 藤堂高豊 8. 藤堂高悠 9. 藤堂高嶷 10. 藤堂高兌 11. 藤堂高猷 12. 藤堂高潔 |